# Marion (ort i Australien, South Australia, Marion)
Marion är en ort i Australien. Den ligger i kommunen Marion och delstaten South Australia, omkring 10 kilometer söder om delstatshuvudstaden Adelaide. Antalet invånare är 3 626.
Runt Marion är det ganska tätbefolkat, med 222 invånare per kvadratkilometer.. Närmaste större samhälle är Adelaide, omkring 10 kilometer norr om Marion. 
I omgivningarna runt Marion växer huvudsakligen savannskog. Genomsnittlig årsnederbörd är 729 millimeter. Den regnigaste månaden är juni, med i genomsnitt 133 mm nederbörd, och den torraste är december, med 21 mm nederbörd.